# José Mariano Mociño
José Mariano Mociño Suárez de Figueroa (Temascaltepec, Nova Espanha, 1757 – Barcelona, 1820) foi um médico e naturalista mexicano.